# Knud Agger
Knud Agger (født 26. september 1895 i Holstebro, død 2. februar 1973 i Helsingør) var en dansk autodidakt maler. Han har bl.a. malet et tredelt oliemaleri (triptykon) til Struer Gymnasiums indvielse i 1938.

## Hæder og priser
- 1938 Eckersberg Medaillen
- 1971 Thorvaldsen Medaillen